# Sola scriptura (album)
Sola scriptura è il nono album in studio del cantautore statunitense Neal Morse, pubblicato il 6 marzo 2007 dalla Radiant Records.
Composto da quattro brani, si tratta di un concept album ispirato alla vita del teologo tedesco Martin Lutero.

## Tracce
Testi e musiche di Neal Morse.
1. The Door – 29:14
2. The Conflict – 25:00
3. Heaven in My Heart – 5:11
4. The Conclusion – 16:34

## Formazione
Musicisti
- Neal Morse – voce, tastiera, chitarra
- Wil Henderson – voce aggiuntiva
- Randy George – basso
- Mike Portnoy – batteria
- Paul Gilbert – chitarra solista (tracce 1-VI, 2-I e 2IV)
- Debbie Bresee, Richard Morse, April Zachary, Wade Browne, Joey Pippin, Amy Pippin, Revonna Cooper – cori
- Chris Charmichael – violino, violino elettrico, viola
- Rachel Rigdon – violino
- Hannah Vanderpool – violoncello
- Michael Thurman – corno francese

Produzione
- Neal Morse – produzione
- Jerry Guidroz – ingegneria del suono
- Rich Mouser – missaggio
- Ken Love – mastering